# جيمي بترسون
جيمي بترسون (بالإنجليزية: Jamie Paterson)‏ (20 ديسمبر 1991 بكوفنتري في المملكة المتحدة - ) هو لاعب كرة قدم بريطاني في مركز الهجوم. لعب مع نادي والسول ونوتينغهام فورست وهدرسفيلد تاون.

## وصلات خارجية
- جيمي بترسون على موقع الدوري الأمريكي (الإنجليزية)
- جيمي بترسون على موقع قاعدة بيانات كرة القدم.إي يو (الإنجليزية)
- جيمي بترسون على موقع Soccerbase.com (لاعب) (الإنجليزية)
- جيمي بترسون على موقع Soccerway.com (الإنجليزية)
- جيمي بترسون على موقع عالم كرة القدم.نت (الإنجليزية)